# Interpello
L'interpello, secondo il diritto italiano, è un'istanza rivolta ad una amministrazione pubblica affinché quest'ultima dia una valutazione circa un quesito per il quale siano chiesti chiarimenti e/o circa l'applicazione di una data normativa.

## Modalità di presentazione
L'istanza di interpello può essere compilata su carta libera, e deve contenere i seguenti elementi, in assenza dei quali è dichiarata inammissibile:
- dati anagrafici del contribuente;
- descrizione dettagliata del caso oggetto dell'interpello, e sul quale vi sono fondati motivi di incertezza;
- data e sottoscrizione dell'istanza da parte del contribuente.

## Tipologie

### Interpello ordinario
Il diritto di interpello cosiddetto ordinario, previsto dall'art. 11 dello statuto dei diritti del contribuente, trova il suo regolamento attuativo nel decreto del Ministero dell'Economia e delle Finanze 26 aprile 2001, n. 209.
Consiste nella facoltà, da parte di ciascun contribuente, di porre quesiti alla Direzione regionale dell'Agenzia delle entrate, se vi sono obiettive condizioni di incertezza nella normativa fiscale relativamente a casi concreti e personali.
L'amministrazione finanziaria è tenuta a dare risposta entro 90 giorni. In caso di mancata risposta, l'interpretazione della norma tributaria prospettata dal contribuente è da considerarsi corretta (in virtù del silenzio assenso), e a condizione che l'istanza sia ammissibile e che sia questa che la stessa soluzione prospettata siano state esposte in modo chiaro e univoco.

### Interpello speciale
L'interpello cosiddetto speciale è stato istituito dall'art. 21 della legge 30 dicembre 1991, n. 413.
È un interpello che può avere per oggetto soltanto determinate operazioni (trasformazioni, fusioni, ecc.), considerate potenzialmente elusive.

### Interpello disapplicativo
L'interpello cosiddetto disapplicativo è previsto dall'art. 37-bis, d.p.r. 29 settembre 1973, n. 600. Mediante tale interpello, il contribuente può chiedere la disapplicazione di una norma antielusiva speciale. L'art. 37-bis è stato abrogato.

## Aspetti di dottrina giuridica
Dal punto di vista dottrinale, si distingue di regola tra interpelli obbligatori ed interpelli facoltativi. Nondimeno, recenti pronunce della Corte di Cassazione hanno riconosciuto la possibilità al contribuente di fornire la prova contraria anche in assenza di proposizione dell'interpello disapplicativo, che, secondo la tesi erariale, doveva ritenersi obbligatorio (sul punto: Corte di Cassazione, n. 7402 del 15 marzo 2019: “in ossequio alle norme costituzionali di tutela del contribuente (artt. 24 e 53 Cost.) e di buon andamento dell'amministrazione (art. 97 Cost.) questa Corte, ha già avuto modo di affermare che la prova della sussistenza del diritto alla disapplicazione della normativa antielusiva può essere fornita anche al di fuori della procedura prevista dalla combinazione dell'art. 30 comma 4bis, I. 724/1994 e dell'art. 37 bis d.P.R. 600 del 1973 e dunque anche in sede processuale (cfr. Cass., n. 17010 del 12/05/2012; Cass., n. 18807 del 2017).

## Ambito di applicazione

### Agenzia delle Entrate
Le istanze di interpello presentate da un contribuente possono essere relative ai seguenti tributi di competenza dell'Agenzia delle entrate:
- IVA
- IRES
- IRAP
- Imposta di bollo
- Imposta di registro
- Tasse sulle concessioni governative
- Altri tributi minori

Devono essere presentate all'Agenzia delle Dogane anche le istanze di interpello riguardanti le Accise. 

### Altre amministrazioni
Devono essere presentate ai comuni quelle riguardanti l'IMU, alle Regioni quelle riguardanti i tributi regionali, ed alle Province quelle riguardanti i tributi provinciali, al Pubblico registro automobilistico (PRA) per le iscrizioni di ipoteche sui beni mobili registrati, richieste in ritardo e cioè dopo un anno dalla data di autentica dell'atto costitutivo (art. 2 R.D. 15 marzo 1927, n. 436).